# Deadly Sinners
Deadly Sinners è un singolo dei 3 Inches of Blood, il titolo, tradotto in italiano, significa "Peccatori Mortali". 
La canzone appare anche nei videogiochi Tony Hawk's Underground 2, Saints Row 2 e Brütal Legend.
Questa canzone, nel singolo si presenta più chiara e mixata, mentre nell'album è visualizzata quasi come canzone "demo".

## Tracce
1. Deadly Sinners – 4:30

## Formazione
- Cam Pipes - voce
- Jamie Hooper - voce
- Brian Redman - basso
- Bobby Froese - batteria
- Justin Hagberg - chitarra
- Sunny Dhak - chitarra